# Béatrix de Choiseul-Stainville
Béatrix de Choiseul-Stainville, duchesse de Gramont, née à Lunéville le 18 novembre 1729, baptisée à Remiremont le 17 septembre 1734, et morte guillotinée à Paris le 17 avril 1794, est une aristocrate, salonnière et bibliophile française.

## Biographie
Fille de François-Joseph de Choiseul (1696-1769), 2e du nom, marquis de Stainville, et de Marie-Louise de Bassompierre, elle est la sœur :
- du ministre Étienne-François de Choiseul, duc de Stainville (dit de Choiseul) ;
- du maréchal de France Jacques-Philippe de Choiseul, duc de Stainville à la suite de son frère ;
- de l'archevêque de Cambrai Léopold-Charles de Choiseul-Stainville.

Avant son mariage, elle fut chanoinesse de Remiremont.
Elle fut appelée à Paris, où l’on essaya d’abord, mais sans y parvenir, de la marier avec le prince de Bauffremont, qui éluda ce projet. Peu après, le 16 août 1759, Béatrix épouse Antoine de Gramont, 7e duc de Gramont, prince de Bidache et gouverneur de Navarre. C'est un mariage prestigieux, mais son époux n'a pas bonne réputation (il a été embastillé en 1739), prodigue, il est déjà veuf et père d'un fils. Antoine de Gramont consent à cette union avec la promesse que lui fit Choiseul de lever l’interdit sur ses biens. En 1761, elle obtient un jugement de séparation de biens contre son mari, et cette union demeurera sans descendance.
Contrairement à son époux, qui vit dans la retraite, Béatrix paraît fréquemment à la cour. Proche de son frère le duc de Choiseul, principal ministre du roi Louis XV, elle vit constamment dans son entourage et exerce sur lui une forte influence. Femme ambitieuse et d’un caractère ferme, voire impérieux, son frère espère et tente de faire de Béatrix la favorite du roi, mais ce projet échoue lorsque celui-ci fait la connaissance de Madame du Barry. La duchesse est disgraciée lorsque son frère est subitement renvoyé et exilé par le roi, le 24 décembre 1770, et elle est elle-même éloignée de la cour, en se retirant avec son frère et sa belle-sœur, au château de Chanteloup.
La duchesse était également une bibliophile distinguée. Elle se constitua une importante bibliothèque de livres reliés à ses armoiries. Cette bibliothèque fut dispersée aux enchères le 16 ventôse an V, après sa mort .
Restée à Paris pendant la Terreur, elle est arrêtée en application de la Loi des suspects et incarcérée. Lorsqu’elle fut convoquée, en 1794, devant le Tribunal révolutionnaire qui devait la condamner à l’échafaud, on lui demanda : « N’as-tu pas envoyé de l’argent à des émigrés ? », elle répondit : « J’allais dire que non, répondit-elle, mais ma vie ne vaut pas un mensonge ! ».

## Sources
- Louis Petit de Bachaumont, Anecdotes piquantes, Paris, Gay et Doucé, 1881, p. 285.
- Armand Louis de Gontaut-Biron, Mémoires du duc de Lauzun (1747-1783), Paris, Poulet-Malassis et de Broise, 1858, p. 8.